# Dazuko
Dazuko (ドイツ語: Dateizugriffskontrolle＝「ファイルアクセス制御」の意味、発音: ダズコー、ダツゥコー) とはサードパーティーの（ユーザー空間）アプリケーションがファイルアクセス制御を行うためのLinux・FreeBSD用のデバイスドライバ、またはそれを開発、提供するプロジェクトである。

## 概要
オリジナルはドイツAvira GmbH(en:Avira)（以前はH+BEDV Datentechnik GmbHとして知られていた）によりオン・アクセス・ウイルススキャニングを実現するため、同社の製品AntiVir for Linux serversのプラグインコンポーネントとして開発された。その他、ファイルアクセスモニター・ロガー、外部セキュリティ実装も含まれる。2002年2月5日にバージョン1.0.1がGNU General Public Licenseバージョン2にてリリースされ、自由ソフトウェアとなった。この結果としてサードパーティーのセキュリティ・モニタリングアプリケーションにもDazukoのインタフェースが提供されることとなった。以降Avira社とコミュニティにより開発が進められ、現在ではプロジェクトの推進、開発はAvira社の手を離れ、コミュニティ自身が独自に行っている。Avira社はDazukoを利用しGNU/Linux環境におけるファイルスキャニングインタフェースの統一を図ることも視野に入れている。Dazukoはファイルアクセスコールに割り込み、ファイルの情報をウイルススキャナーなどのサードパーティーアプリケーションにデバイスファイル経由で渡す。サードパーティーアプリケーションはこの情報に基づきウイルススキャニングをかけたのち、問題なければファイルアクセスの許可を、有害なデータと判定された場合、ファイルアクセスを拒否（この判定後の処理は各サードパーティアプリケーションで変更可能）する旨、同じくデバイスファイル経由でデバイスドライバに送信する。サードパーティーアプリケーションはまた、アクセスしたファイル、アクセス種別、プロセスID(PID)、ユーザーID(UID)などファイルアクセスに関するイベント情報を受けとることができる。
Dazukoを利用するサードパーティーアプリケーションは以下の通り。
- AntiExploit
- AntiVir for UNIX Workstation/Server
- avast! antivirus
- AVG Linux Edition
- Clam AntiVirus
- ImageServer - /
- NOD32 for Linux File Server
- Norman Virus Control（英語版） for Linux
- F-Secure Anti-Virus Linux Server Security
- FRISK（英語版） F-Prot for Linux

Dazukoは現在、GNU General Public LicenseまたはBSDライセンスの条項に従ってリリースされている。またAvira社からSolaris SPARCアーキテクチャー用にプレコンパイルされた商用パッケージも存在する。Dazukoバージョン2はAppArmorとの相性が悪かったがこれはLinux Security Modules(LSM)を使用するAppArmorが同じくデフォルトでLSMを使用するDazukoのLSMへのアクセスをセキュリティ上不正なアクセスとみなし、シャットアウトしてしまうためである。もちろんそうすることはAppArmorが正常に機能している証拠である。DazukoはLSMを使用するとはいえSELinuxなどとは異なりメインラインカーネル（リーナス・トーバルズによりメンテナンスされる公式のLinuxカーネル）には含まれていないセキュリティモジュールであるから、AppArmor開発者、そして開発元のノベルからはLSMへのアクセス競合についてほとんど考慮されていない。この問題を回避するには、Dazukoをローダブル・カーネル・モジュール(LKM)としてコンパイルする際、LSMの代わりにシステムコールの独自フックを有効化するようフラグを立ててビルドすればよい。

## DazukoFS
なお、2009年2月22日にリリースされたバージョン3.0.0からはDazukoFS（オンラインファイルアクセスコントロールを行うためのスタック可能なファイルシステム）となり、Linuxカーネル上のファイルシステムとして実装されている。これは以前のバージョンとは全く異なるメカニズムを持ち、結果としてLSMの衝突を回避することにつながった。このファイルシステムはUnionFSのようなスタッキングファイルシステムと良く似ており、既にフォーマットされているファイルシステムにあるディレクトリの上に透過的にマウントできる。この透過的なファイルシステムを通しサードパーティアプリケーションがオンラインでのウイルススキャンを行う。しかしながらLinuxカーネル(2.6.36以降）の公式APIにファイルアクセスコントロールfanotify（filesystem wide access notification）が入ったため、開発は収束の方向である。